# سرجا
سرجا (به اسپانیایی: Cereja) یک منطقهٔ مسکونی در اسپانیا است که در ییبیا واقع شده‌است. سرجا ۲۴ نفر جمعیت دارد و ۱٬۳۵۴ متر بالاتر از سطح دریا واقع شده‌است.